# ワールドサッカーグラフィック
ワールドサッカーグラフィック（WORLD SOCCER GRAPHIC, 略称WSG）は、かつてビクターエンタテインメント及びぴあ株式会社から発行されていた、サッカー専門誌（月刊）である。2008年の11月号の発売を以って休刊した。

## 概要
1993年3月にビクターエンタテインメントから、当時日本国内で唯一のワールドサッカー専門誌として誕生した。当時の欧州6大リーグ（イングランド・スペイン・イタリア・ドイツ・フランス・オランダ）、チャンピオンズリーグ、ワールドカップ、欧州選手権（通称EURO）、各国代表の情報など、詳細な試合結果や世界のサッカー情報を網羅していた。コラムやサッカーのゴシップを始め、選手のインタビューや移籍情報、チームの成績・展望・情報・戦力分析などが掲載されていた。
2003年に出版元が、ビクターエンタテインメントからぴあ株式会社に移行。2006年10月に、より深い情報の発信、独自の視点による考察、ピッチ外の様々なトピックスの提供等、これまで以上に「読み物としてのサッカー雑誌」としての質の高さを追求すべく、リニューアルを果たした。「唯一無二」の欧州サッカー雑誌として、幅広くサッカーファンに支持される雑誌を目指すも、2008年11月号を経て休刊となった。

## 歴代編集長
- 原田大輔
- 中山淳